# Lee Si-hyeong
Lee Si-hyeong, kor. 이시형 Lee Si-hyeong (ur. 15 grudnia 2000 w Seulu) – południowokoreański łyżwiarz figurowy, startujący w konkurencji solistów. Uczestnik igrzysk olimpijskich (2022), medalista zawodów międzynarodowych i mistrzostw Korei Południowej.

## Osiągnięcia
| Zawody                                | 12–13          | 13–14          | 14–15          | 15–16          | 16–17          | 17–18          | 18–19          | 19–20          | 20–21          | 21–22          | 22–23          | 23–24          |                |                |                |                |                |
| Międzynarodowe                        | Międzynarodowe | Międzynarodowe | Międzynarodowe | Międzynarodowe | Międzynarodowe | Międzynarodowe | Międzynarodowe | Międzynarodowe | Międzynarodowe | Międzynarodowe | Międzynarodowe | Międzynarodowe | Międzynarodowe | Międzynarodowe | Międzynarodowe | Międzynarodowe | Międzynarodowe |
| ------------------------------------- | -------------- | -------------- | -------------- | -------------- | -------------- | -------------- | -------------- | -------------- | -------------- | -------------- | -------------- | -------------- | -------------- | -------------- | -------------- | -------------- | -------------- |
| Zimowe igrzyska olimpijskie           |                |                |                |                |                |                |                |                |                | 27             |                |                |                |                |                |                |                |
| Mistrzostwa świata                    |                |                |                |                |                |                |                |                |                | 18             |                | 24             |                |                |                |                |                |
| Mistrzostwa czterech kontynentów      |                |                |                |                | 16             | 22             | 15             | 14             |                | 7              | 6              |                |                |                |                |                |                |
| GP Cup of China                       |                |                |                |                |                |                |                |                |                |                |                | 8              |                |                |                |                |                |
| GP Grand Prix de France               |                |                |                |                |                |                |                |                |                |                | 4              |                |                |                |                |                |                |
| CS Asian Open Trophy                  |                |                |                |                |                |                |                | 5              |                | 7              |                |                |                |                |                |                |                |
| CS Nebelhorn Trophy                   |                |                |                |                |                |                |                |                |                | 5              | 2              |                |                |                |                |                |                |
| CS Memoriał Ondreja Nepeli            |                |                |                |                | 11             |                |                |                |                |                |                |                |                |                |                |                |                |
| Zimowa uniwersajda                    |                |                |                |                |                |                |                |                |                |                | 6              |                |                |                |                |                |                |
| Międzynarodowe: Kategorie młodzieżowe |                |                |                |                |                |                |                |                |                |                |                |                |                |                |                |                |                |
| Mistrzostwa świata juniorów           |                |                |                |                | 16             | 11             | 29             | 11             |                |                |                |                |                |                |                |                |                |
| JGP na Białorusi                      |                |                |                |                |                | 9              |                |                |                |                |                |                |                |                |                |                |                |
| JGP w Kanadzie                        |                |                |                |                |                |                | WD             |                |                |                |                |                |                |                |                |                |                |
| JGP w Chorwacji                       |                |                |                | 8              |                |                |                | 6              |                |                |                |                |                |                |                |                |                |
| JGP we Francji                        |                |                |                |                | 17             |                |                |                |                |                |                |                |                |                |                |                |                |
| JGP we Włoszech                       |                |                |                |                |                | 10             |                |                |                |                |                |                |                |                |                |                |                |
| JGP na Łotwie                         |                |                |                |                |                |                |                | 2              |                |                |                |                |                |                |                |                |                |
| JGP w Rosji                           |                |                |                |                | 8              |                |                |                |                |                |                |                |                |                |                |                |                |
| JGP w Stanach Zjednoczonych           |                |                |                | 9              |                |                |                |                |                |                |                |                |                |                |                |                |                |
| Asian Open Trophy                     | 2 N            | 2 N            |                |                |                |                |                |                |                |                |                |                |                |                |                |                |                |
| Krajowe                               |                |                |                |                |                |                |                |                |                |                |                |                |                |                |                |                |                |
| Mistrzostwa Korei Południowej         | 3 J            | 8              | 6              | 5              | 3              | 4              | 3              | 2              | 2              | 2              | 4              |                |                |                |                |                |                |